# پل اتکین
پل اتکین (انگلیسی: Paul Atkin؛ زادهٔ ۳ سپتامبر ۱۹۶۹) بازیکن فوتبال اهل بریتانیا است.
از باشگاه‌هایی که در آن بازی کرده‌است می‌توان به باشگاه فوتبال یورک سیتی، باشگاه فوتبال نوتس کانتی، باشگاه فوتبال بری، و باشگاه فوتبال لیتون اورینت اشاره کرد.